# Down on the Upside
Down on the Upside ist das fünfte Studioalbum der Grunge-Band Soundgarden. Es wurde im Mai 1996 durch A&M Records veröffentlicht. Es war für viele Jahre – bis zur Veröffentlichung von King Animal 2012 – das letzte Studioalbum der Band. Zwar erlangte es in den USA Platinstatus, doch insgesamt kam es nicht an den Erfolg des Vorgängers Superunknown heran.

## Stil
Musikalisch fiel Down on the Upside zum Teil etwas langsamer und experimenteller als die vorangegangenen Alben aus. Die Songs weisen unterschiedliche Tempi und Instrumentierungen auf, von Midtempo-Groove (Pretty Noose) über akustisch gespielte Balladen (Blow Up the Outside World) bis zu schnellen, eher punk-inspirierten Stücken wie Ty Cobb oder Never Named. Einige psychedelische Einflüsse (etwa Zero Chance) und der zum Teil etwas ungeschliffenere Klang erinnern an Louder Than Love, Sänger Chris Cornell sagte allerdings in einem Interview, dass die Band „weitaus subtiler“ zu Werke ginge als sieben Jahre zuvor. Ihn erinnerte die Grundstimmung eher an Ultramega OK. Den letzten Song Boot Camp brachte Cornell selbst mit Pink Floyd in Verbindung. Applebite war ursprünglich als reines Instrumentalstück konzipiert. Auch auf diesem Album verwendete die Band wieder ungewöhnliche Taktarten wie etwa einen 9/8-Takt bei Never the Machine Forever und unterschiedliche Gitarrenstimmungen.

## Entstehungsgeschichte
Im Juli 1995 begannen die Vorarbeiten für das Album, das dann ab November 1995 in Seattle aufgenommen wurde, in Stone Gossards Studio Litho und im Bad Animals Studio. Erstmals produzierte die Band ein Album in Eigenregie, Adam Kasper fungierte als Co-Produzent und Toningenieur. Die Band begründete dies damit, dass ein Produzent neben den Bandinteressen oft eigene verfolge, sich etwa Plattenfirmen gegenüber beweisen wolle. Soundgarden hätten eine „gewisse Reife“ erreicht und wollten nun darauf verzichten. Das Album erreichte Platz zwei in den Billboard 200, in Deutschland Platz 15, konnte aber insgesamt die Verkaufszahlen von Superunknown nicht erreichen. Pretty Noose wurde 1997 für den Grammy Award for Best Hard Rock Performance nominiert. Dem Album folgte nach Auftritten bei den Lollapalooza-Festivals u. a. mit Metallica eine Tournee mit Moby, bei der die Publikumsreaktionen für Soundgarden verhalten ausfielen, was zur Auflösung der Band 1997 beitrug. Die Band selbst gab zudem an, dem Stardasein entfliehen zu wollen, eine Thematik, die Cornell bereits in Blow Up the Outside World anschnitt.

## Rezeption
Das Album wurde unterschiedlich aufgenommen. Im Rock-Hard-Magazin sprach Thomas Kupfer von einem „Masterpiece“ und vergab die Höchstnote zehn. Er honorierte unter anderem, dass Soundgarden nach Superunknown nicht den leichten Weg gewählt hätten, zwar klänge die Platte also zunächst „sperriger“, entfalte aber dann eine „hypnotische Wirkung“. Im Rolling Stone bewertete David Fricke das Album mit drei von fünf Sternen. Dem Album fehlten Momente der Katharsis, die Band „grübe eher ihre Absätze ein“, als Dreck aufzuwirbeln.

## Titelliste
1. Pretty Noose – 4:12
2. Rhinosaur – 3:14
3. Zero Chance – 4:18
4. Dusty – 4:34
5. Ty Cobb – 3:05
6. Blow Up the Outside World – 5:47
7. Burden in My Hand – 4:50
8. Never Named – 2:28
9. Applebite – 5:10
10. Never the Machine Forever – 3:36
11. Tighter & Tighter – 6:06
12. No Attention – 4:27
13. Switch Opens – 3:53
14. Overfloater – 5:09
15. An Unkind – 2:08
16. Boot Camp – 2:59